# Подолін Сергій Вікторович
 Сергій Вікторович Подолін (нар. 4 січня 1971, місто Рівне) — український державний діяч, виконувач обов'язки голови Рівненської обласної державної адміністрації із 21 листопада по 27 грудня 2023 року.

## Біографія
Закінчив середню школу № 11 міста Рівного. У 1994 році закінчив Київський державний політехнічний інститут за спеціальністю радіотехніка з присвоєнням кваліфікації радіоінженера.
У 1994—2005 роках працював на керівних посадах ТзОВ «Кадет-СВС» у місті Рівне.
У 2005—2007 та 2010—2019 роках — заступник голови Рівненської районної державної адміністрації, в 2007—2010 роках — перший заступник голови Рівненської районної державної адміністрації.
Депутат Рівненської міської ради ІV скликання, Рівненської районної ради V та VІІ скликань.
У 2010 році здобув ступінь магістра державного управління у Львівському регіональному інституті державного управління Національної академії державного управління при Президентові України.
З 22 листопада 2019 року — перший заступник голови Рівненської обласної державної адміністрації.
З 21 листопада по 27 грудня 2023 року — в.о. голови Рівненської обласної державної адміністрації — в.о. начальника Рівненської обласної військової адміністрації.